# 무어 그래프
그래프 이론에서 무어 그래프(Moore graph)는 차수 d , 지름 k이고 꼭짓점 개수가 {\displaystyle 1+d\sum _{i=0}^{k-1}(d-1)^{i}}인 정규 그래프이다. 이 개수는 차수와 지름이 주어졌을 때 그래프가 가질 수 있는 정점 개수의 최댓값이다.
무어 그래프의 몇 가지 동등한 정의는 다음과 같다.
- 무어 그래프는 지름이 {\displaystyle k}, 안둘레가 {\displaystyle 2k+1}인 그래프이다.
- 꼭지점 {\displaystyle n}개, 변 {\displaystyle m}개를 갖는 무어 그래프는 안둘레가 {\displaystyle g=2k+1}이고 {\displaystyle g}-순환을 {\displaystyle {\frac {n}{g}}(m-n+1)}개 갖는 그래프이다. 이러한  순환의 개수는 그래프의 안둘레 길이에 대해 극단인 경우이다.[1]

무어 그래프라는 이름은 앨런 호프만과 로버트 싱글턴에 의해, 이러한 그래프를 설명하고 분류하는 문제를 제기한 Edward F. Moore의 이름을 따서 명명되었다. (Hoffman & Singleton (1960))
무어 그래프는 차수와 지름이 주어졌을 때 가능한 최대 정점 수를 가질 뿐 아니라, 차수와 둘레가 주어졌을 때 가능한 최소 정점 수를 갖는다. 즉, 모든 무어 그래프는 케이지이다. 무어 그래프의 꼭짓점 수에 대한 공식은 짝수 둘레를 가진 무어 그래프를 허용하도록 일반화될 수 있고, 이러한 그래프 역시 케이지이다.

## 차수 및 지름에 따른 꼭지점 개수의 상한

페테르센 그래프를 무어 그래프로 나타낸 그림. 모든 너비 우선 탐색 트리의 깊이 i에 d(d − 1)^{i} 개의 꼭짓점이 있다.

G를 최대 차수 d 와 지름 k를 갖는 임의의 그래프라고 하고, 임의의 꼭지점 v에서 시작하는 너비 우선 탐색에 의해 형성된 나무를 생각하자. 이 나무는 깊이 0(v 자체)에서 1개의 정점을 갖고, 깊이 1(v의 이웃)에서 최대 d개의 정점을 갖는다. 다음 깊이에는 많아야 d (d − 1) 개의 꼭짓점이 있는데, 깊이 1 꼭짓점인 v의 각 이웃은 v에 이미 연결되어 있으므로 깊이 2에서 최대 d − 1개의 이웃을 가질 수 있기 때문이다. 일반적으로, 모든 레벨 1 ≤ i ≤ k에서 많아야 d(d − 1)i−1개의 정점이 있다. 따라서 정점 개수의 상한은 {\displaystyle 1+d\sum _{i=0}^{k-1}(d-1)^{i}}이다.
호프만과 싱글턴은 무어 그래프를 꼭짓점 개수가 이 상한과 일치하는 그래프로 정의하였다. (Hoffman & Singleton (1960)) 따라서, 임의의 무어 그래프는 최대 차수가 d, 직경이 k인 모든 그래프 중에서 가장 많은 꼭짓점을 갖는다.
이후 싱글턴은 무어 그래프를 직경 k, 둘레 2k+1인 그래프로 정의하는 것이 원래 정의와 동등함을 보였다. (Singleton (1968)) 이 두 가지 조건을 동시에 만족하는 그래프는 어떤 d에 대해 d-정규 그래프가 되고, 꼭짓점 계산 공식을 만족한다.

## 케이지로서의 무어 그래프
그래프의 최대 차수와 지름을 사용하여 꼭짓점 개수에 대한 상한을 만드는 대신, 유사한 방법을 통해 최소 차수와 안둘레를 사용하여 꼭짓점 개수에 대한 하한을 만들 수 있다. 그래프 G의 최소 차수가 d이고 둘레가 2k +1이라고 가정하자. 임의로 시작 정점 v를 선택하고, 이전과 같이 v를 뿌리로 하는 너비 우선 탐색 나무를 만든다. 이 트리는 깊이 0(v 자체)에 하나의 정점이 있고, 깊이 1에서 최소한 d개의 정점이 있다. k > 1의 경우, 깊이 2에 포함된 꼭짓점은 깊이 1 이하의 꼭짓점 두 개 이상과 인접하지 않음을 관찰하자. 그렇지 않다면 가정한 안둘레 2k+1보다 작은 길이의 순환이 형성된다. 따라서 이 경우에는 깊이 2에 적어도 d(d − 1)개의 꼭짓점이 있는데, 깊이 1의 각 꼭짓점에는 깊이 2에서 채워야 할 이웃이 최소한 d − 1개 있고 깊이 1인 서로 다른 꼭짓점은 하나의 레벨 2 꼭짓점과 동시에 이웃하지 않기 때문이다. 일반적으로, 모든 깊이 1 ≤ i ≤ k에서 적어도 d(d − 1)i 개의 꼭짓점이 있어야 하고, 꼭짓점 개수의 하한은 {\displaystyle 1+d\sum _{i=1}^{k-1}(d-1)^{i}}이다.
무어 그래프는 꼭짓점 개수에 대한 하한을 정확히 만족한다. 지름이 k인 각 무어 그래프의 안둘레는 정확히 2k +1이다. 더 긴 안둘레를 가질 만큼 정점이 충분하지 않고, 2k +1보다 더 짧은 주기가 존재하면 너비 우선 탐색 나무의 처음 k 개의 깊이 중 일부에서 정점이 부족하게 된다. 따라서 모든 무어 그래프는, 최소 차수가 d 이고 둘레가 2k +1인 모든 그래프 중에서 꼭짓점이 가장 적다. 따라서 무어 그래프는 케이지이다.
짝수 안둘레 2k에 대해서는 한 변의 중간점에서 시작하는 너비 우선 탐색 나무를 유사하게 구성할 수 있다. 최소 차수가 d 인 이 안둘레의 그래프에서 꼭짓점 개수의 하한에 대한 결과는 다음과 같다.
{\displaystyle 2\sum _{i=0}^{k-1}(d-1)^{i}=1+(d-1)^{k-1}+d\sum _{i=0}^{k-2}(d-1)^{i}.}
공식의 우변은 앞에서 설명한 방법 대신 단일 정점에서 시작하는 너비 우선 탐색 나무의 꼭짓점 수를 계산한 것으로, 나무의 마지막 레벨에 있는 꼭짓점이 이전 레벨에 있는 꼭짓점 d 개에 인접할 수 있는 가능성을 고려하여 만든 것이다. 무어 그래프는 때때로 이 짝수 안둘레의 경우에서 하한을 정확히 충족하는 그래프를 포함하도록 정의된다. 이러한 경우에도 그래프는 케이지이다.

## 예시
호프만-싱글턴 정리에 따르면, 둘레가 5인 무어 그래프는 차수가 2, 3, 7 또는 57이다. 무어 그래프는 다음과 같다.
- n > 2에 대해, n개의 꼭지점 위의 완전 그래프 {\displaystyle K_{n}} (지름 1, 둘레 3, 차수 n − 1, 꼭짓점 n)
- 홀수 차수 순환 그래프 {\displaystyle C_{2n+1}} (지름 n, 둘레 2 n + 1, 차수 2, 꼭짓점 2 n + 1)
- 페테르센 그래프 (지름 2, 둘레 5, 차수 3, 꼭짓점 10)
- 호프만-싱글턴 그래프 (직경 2, 둘레 5, 차수 7, 꼭짓점 50)
- 존재 여부가 알려지지 않은 가상의 그래프 (직경 2, 둘레 5, 차수 57, 꼭짓점 3250)[4]

알려진 모든 무어 그래프는 꼭짓점 전이 그래프이지만, 알려지지 않은 그래프는 (만약 존재한다면) 꼭짓점 전이 그래프가 될 수 없는데, 자기동형군의 위수가 최대 375이고 이는 꼭짓점 개수보다 작기 때문이다.
짝수 안둘레를 허용하는 무어 그래프의 일반화된 정의를 사용하면 짝수 안둘레 무어 그래프는 (퇴화 가능성이 있는) 일반화 다각형의 인접 그래프에 해당한다. 몇 가지 예로는 다음이 있다.
- 짝수 차수 순환 그래프 {\displaystyle C_{2n}}
- 완전 이분 그래프 {\displaystyle K_{n,n}} (안둘레 4)
- Heawood 그래프 (차수 3, 안둘레 6)
- Tutte-Coxeter 그래프 (차수 3, 안둘레 8)

더욱 일반적으로, 위에 나열되지 않은 모든 무어 그래프는 안둘레가 5, 6, 8 또는 12여야 하는 것으로 알려져 있다. 짝수 둘레의 경우에는 일반화된 n각형에 대해 n의 가능한 값에 대한 Feit-Higman 정리도 따라야 한다.

## 같이 보기
- 차수 직경 문제
- 주어진 직경과 최대 차수의 알려진 가장 큰 그래프의 표

## 참고 문헌
- Azarija, Jernej; Klavžar, Sandi (2015), “Moore Graphs and Cycles Are Extremal Graphs for Convex Cycles”, 《Journal of Graph Theory》 80: 34–42, arXiv:1210.6342, doi:10.1002/jgt.21837, S2CID 333785
- Bannai, E.; Ito, T. (1973), “On finite Moore graphs”, 《Journal of the Faculty of Science, the University of Tokyo. Sect. 1 A, Mathematics》 20: 191–208, MR 0323615, 2012년 4월 24일에 원본 문서에서 보존된 문서
- Bollobás, Béla (1998), 《Modern Graph Theory》, Graduate Texts in Mathematics 184, Springer-Verlag
- Dalfó, C. (2019), “A survey on the missing Moore graph” (PDF), 《Linear Algebra and Its Applications》 569: 1–14, doi:10.1016/j.laa.2018.12.035, hdl:2117/127212, MR 3901732, S2CID 126689579
- Damerell, R. M. (1973), “On Moore graphs”, 《Mathematical Proceedings of the Cambridge Philosophical Society》 74 (2): 227–236, Bibcode:1973PCPS...74..227D, doi:10.1017/S0305004100048015, MR 0318004
- Erdős, Paul; Rényi, Alfréd; Sós, Vera T. (1966), “On a problem of graph theory” (PDF), 《Studia Sci. Math. Hungar.》 1: 215–235, 2016년 3월 9일에 원본 문서 (PDF)에서 보존된 문서, 2010년 2월 23일에 확인함.
- Hoffman, Alan J.; Singleton, Robert R. (1960), “Moore graphs with diameter 2 and 3”, 《IBM Journal of Research and Development》 5 (4): 497–504, doi:10.1147/rd.45.0497, MR 0140437
- Mačaj, Martin; Širáň, Jozef (2010), “Search for properties of the missing Moore graph”, 《Linear Algebra and Its Applications》 432 (9): 2381–2398, doi:10.1016/j.laa.2009.07.018
- Singleton, Robert R. (1968), “There is no irregular Moore graph”, 《American Mathematical Monthly》 75 (1): 42–43, doi:10.2307/2315106, JSTOR 2315106, MR 0225679